# Боцян, Яцек
Яцек Бенедикт Боцян (пол. Jacek Benedykt Bocian, р.15 сентября 1976) — польский легкоатлет, чемпион мира.
Родился в 1976 году в Калише. В 1999 году стал обладателем золотой медали чемпионата мира и серебряной медали чемпионата мира в помещении. В 2000 году принял участие в Олимпийских играх в Атланте, но не завоевал медалей. В 2001 году завоевал золотую медаль чемпионата мира в помещении.